# انتخابات پارلمانی اروپا ۲۰۰۹ (بریتانیا)
انتخابات پارلمانی اروپا ۲۰۰۹ (انگلیسی: European Parliament election, ۲۰۰۹ در کشور انگلستان در روز پنج شنبه ۴ ژوئن ۲۰۰۹ برگزار شد. در مجموع، ۷۲ تن از اعضای پارلمان اروپا از انگلستان با استفاده از نمایندگی تناسبی انتخاب شد.